# Liechtenstein aux Jeux paralympiques d'été de 1984
Le Liechtenstein a participé aux Jeux paralympiques d'été de 1984 à Stoke Mandeville, au Royaume-Uni, et à New York, aux États-Unis. Le pays avait un concurrent, qui n'a remporté aucune médaille et ne s'est donc pas classé au tableau des médailles. L'athlète, Iris Schaelder, a participé au 100 mètres B1 féminin et au saut en longueur B1 féminin. 